# Atherigona emdeni
Atherigona emdeni är en tvåvingeart som beskrevs av Deeming 1979. Atherigona emdeni ingår i släktet Atherigona och familjen husflugor.
Artens utbredningsområde är Nigeria. Inga underarter finns listade i Catalogue of Life.